# Gornji Mihaljevec
Gornji Mihaljevec – wieś w Chorwacji, w żupanii medzimurskiej, w gminie Gornji Mihaljevec. W 2011 roku liczyła 283 mieszkańców.